# Kochgasse 8

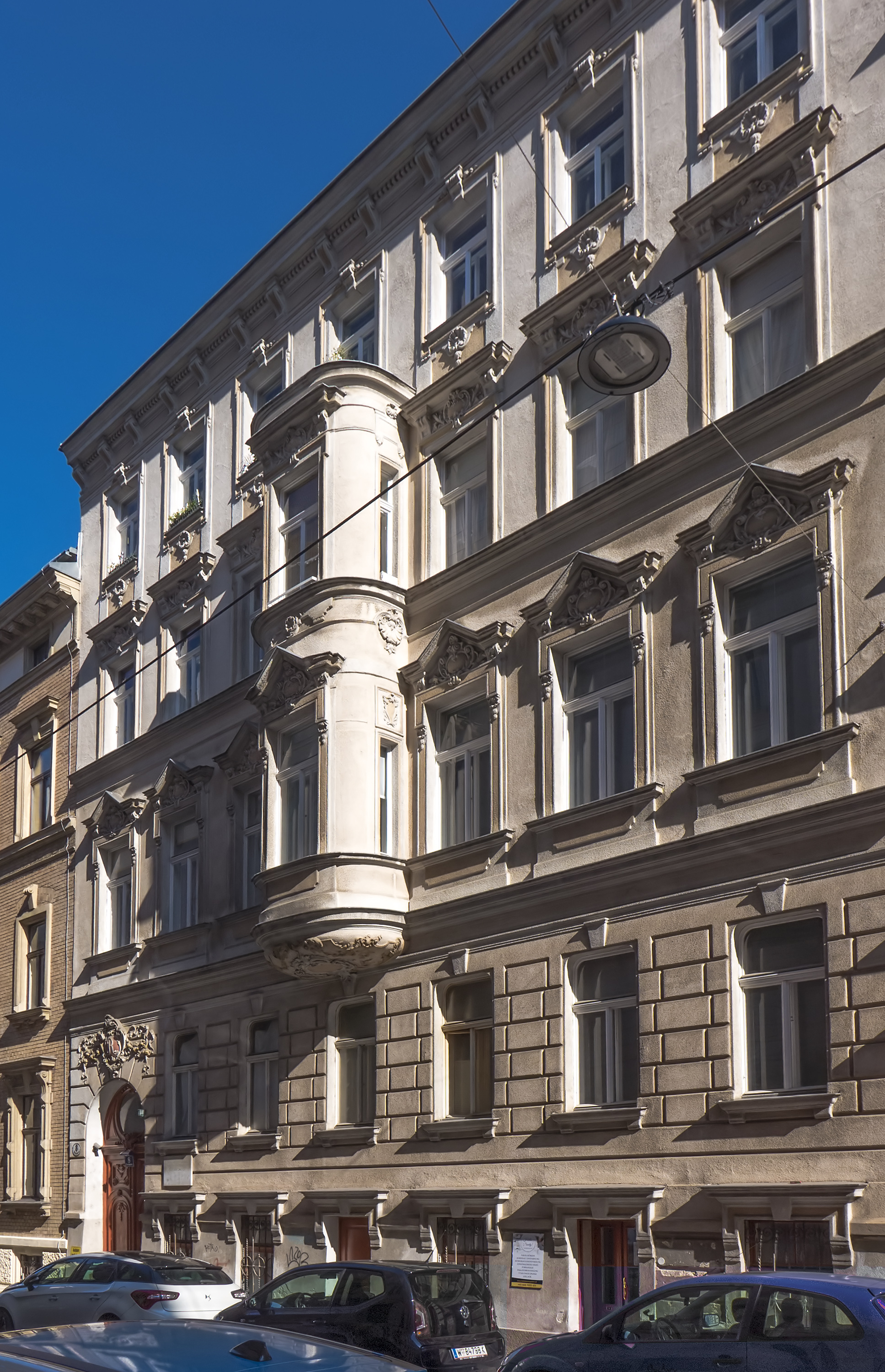
Straßenseitige Fassade des Hauses Kochgasse 8

Das Haus Kochgasse 8 ist ein vierstöckiges Mietshaus im Gemeindebezirk Josefstadt der österreichischen Hauptstadt Wien. Es wurde ab 1890 – wie auch die benachbarten Häuser mit den Nummern 10, 14 und 16 – nach Plänen des Architektenbüros Fellner & Helmer im Stil der Gründerzeit errichtet.
Die straßenseitige, viergeschoßige Putzfassade wird von einem rustizierten Hochparterre und sieben Fensterachsen gegliedert, zentral tritt ein zweistöckiger Erker hervor.

## Bewohner

### Stefan Zweig

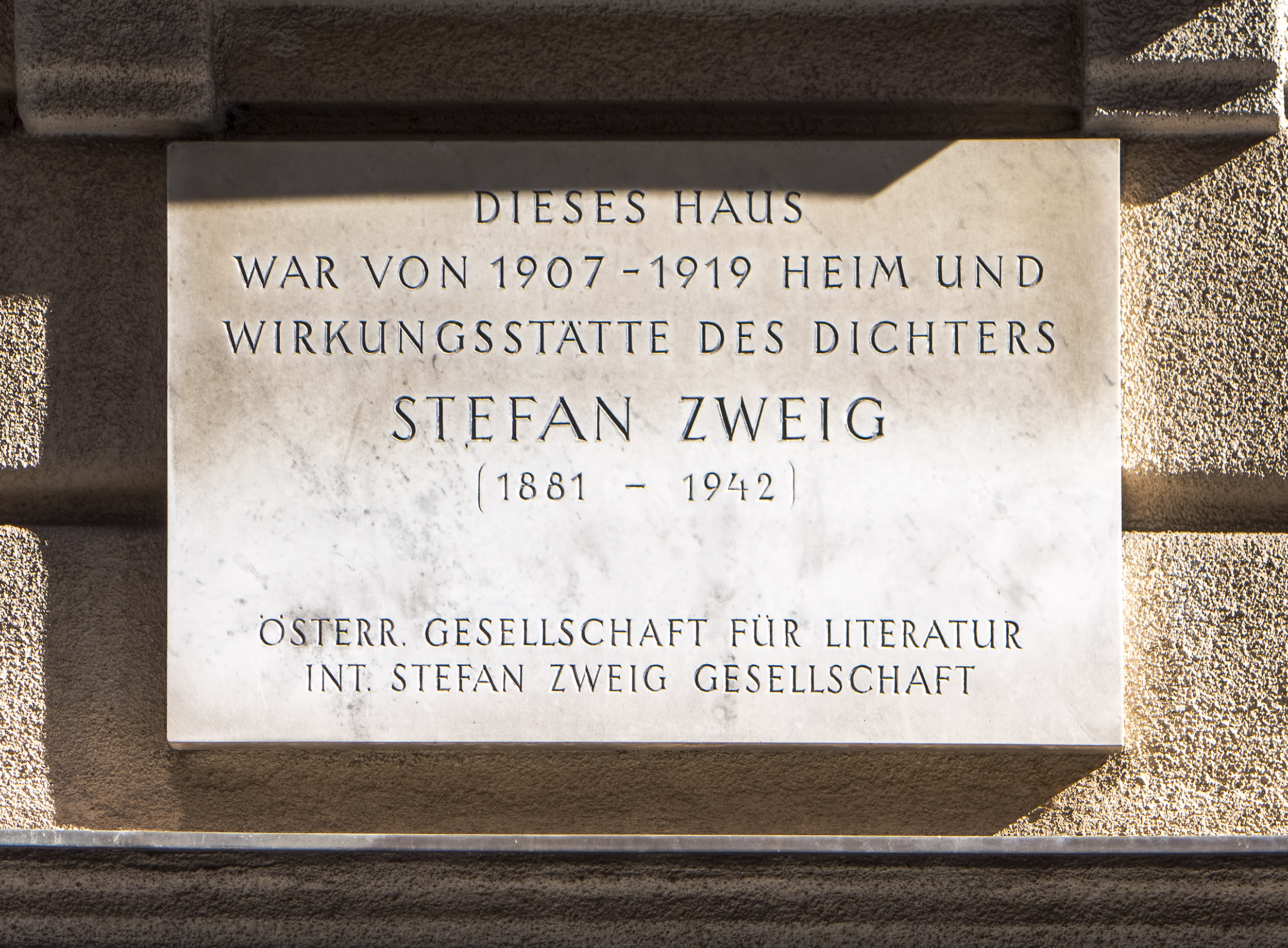
Gedenktafel für Stefan Zweig

Von 1907 bis 1919 lebte in dem Haus der Schriftsteller Stefan Zweig. Zwanzig Jahre nach seinem Ableben wurde am 31. Dezember 1962 für ihn an der Fassade eine Gedenktafel der Österreichischen Gesellschaft für Literatur und der Internationalen Stefan Zweig Gesellschaft angebracht.

### Weitere Bewohner
In der Wohnung über Zweig lebte die Pianistin Margarethe Demelius mit ihrer Mutter Ottilie, einer Tochter von Carl Vogel, dem letzten Leibarzt Goethes, und Patenkind des Dichters. Eine Einladung in deren Wohnung schilderte Zweig in seiner Autobiografie Die Welt von Gestern.
In den 1930er Jahren lebte in dem Haus die Opernsängerin Rosette Anday, der Schriftsteller Rudolf Anatol von Petz und nach seiner Heirat im Jahre 1939 auch seine Ehefrau Edith sowie deren Sohn Manfred, besser bekannt als Freddy Quinn. Von dort gab Petz ab 1946 die Zeitschrift Wiener Tierpost heraus und ab 1947 zusätzlich Die Glocke, eine Jugendzeitschrift für Tier- und Naturschutz.